# Beatmania 3rdMIX
Beatmania 3rdMIX (en Corea del Sur: beatstage 3rdMIX) es la tercera entrega de beatmania. Fue estrenado el 28 de septiembre de 1998 en arcade, y más tarde fue lanzado para PlayStation en diciembre del mismo año con el nombre de beatmania APPEND 3rdMIX, contando con 27 canciones en arcade, mientras que para consola tiene 22 canciones en total.

## Características nuevas
- Primera entrega cuya interfaz es remodelado por completo.
- Los modos Normal e Easy están ahora disponibles. Ambos modos de dificultad difieren en qué canciones se pueden elegir y cuándo.
- Tres nuevos modificadores son introducidos: Battle, Hidden, y Double.
- Para la versión en consola, cuatro canciones no fueron incluidas: Beginning of life, DJ BATTLE, jam jam reggae (FUNKY jam Cookie mix), and SKA a go go.
  - El modo expert tampoco fue incluido.

## Modo de juego
- Normal mode: Es de nivel común. Los niveles de dificultad pueden alcanzar hasta las 6 estrellas. Disponible cuatro canciones por ronda.
- Easy mode: A diferencia del anterior modo, es una versión suavizada en donde las canciones tienen una dificultad menor, con menos notas para ejecutar, a pesar de que sus niveles de dificultad son los mismos que Normal mode. Ideal para principiantes. 4 canciones por ronda.
- Practice mode: Este modo es con fines de aprender a utilizar los controles y a ejecutar las notas, incluyendo el disco giratorio. Tres canciones por ronda.

## Modificadores
En el videojuego hay cuatro tipos de modificadores que se pueden activar para alterar el modo de juego:
- Double: Un jugador ejecuta las notas usando ambos controladores, de modo que debe estar posicionado en el centro del arcade.
- Expert: Este es un modo de juego adicional en lugar de ser un modificador. Al activarse, el jugador debe seleccionar cuatro tipos de courses, los cuales están compuestos por cinco canciones cada uno: Classic, Vocal, Techno y Special.
- Hidden: Este modificador hace que las notas desaparezcan antes de llegar a la parte inferior del juego.
- Battle: Es el modo versus en donde ambos jugador es compiten entre ellos con el objetivo de hacer el mayor puntaje durante un set. Se necesita primero activar el modificador Double y luego activar el Battle.

Para poder activarse, se debe primero presionar y mantener el botón adecuado y luego en ese estado pulsar el botón de Start.

## beatmania APPEND 3rdMIX
Al igual que su antecesor, beatmania APPEND YebisuMIX, también requiere una llave para poder ejecutarse, ya que por sí solo no puede iniciar. Para jugarlo se requiere primero insertar el disco del videojuego beatmania, y una vez en el menú principal se debe seleccionar la opción Disc Change. Una vez que el juego indique que se deba cambiar el disco, se debe retirar de la consola y reemplazarlo por el de beatmania APPEND 3rdMIX. Una vez hecho, se pulsa START para finalizar.

### beatmania APPEND 3rdMIX mini

Mapa que muestra cada modificador por específica tecla.

beatmania APPEND 3rdMIX mini es un segundo Add-on que fue lanzado el 27 de noviembre de 1998 y vino junto con beatmania 3rdMIX complete, un CD álbum que contenía las canciones creadas para beatmania 3rdMIX. Este add-on era una versión previa de beatmania APPEND 3rdMIX, y que solo contenía cinco canciones: find out, life goes on, Queen's Jamaica, tribe groove y wild I/O.

## Canciones ocultas
En la versión arcade, ya es posible desbloquear canciones ocultas, sin embargo, no es posible hacerlo jugando de la manera común, sino que se debe introducir un código para su disponibilidad usando únicamente el controlador izquierdo (1P). 
Luego de introducir unas cuantas monedas, en el menú principal, se gira el disco giratorio dos revoluciones completas en el sentido de las agujas del reloj para luego presionar y soltar el botón 5.
Seguidamente, se vuelve a girar el disco dos revoluciones pero esta vez en sentido antihorario, y luego se presiona y mantiene el botón 5 y de ahí pulsar el botón START. Este último botón puede ser presionado del primer o segundo controlador (1P - 2P).
Luego de ingresar el código, las canciones believe again, nine seconds, y  area code estarán disponibles, uno a la vez por cada etapa de la partida. Esto también desbloquea el Special Course en el modo Expert.

## Canciones nuevas
Las siguientes tablas muestran las canciones introducidas en el juego:

| Nombre                       | Género           | Artista                           | BPM              | Disponible en Arcade | Disponible en PlayStation |
| Konami Originals             | Konami Originals | Konami Originals                  | Konami Originals | Konami Originals     | Konami Originals          |
| ---------------------------- | ---------------- | --------------------------------- | ---------------- | -------------------- | ------------------------- |
| life goes on                 | AMBIENT          | Quadra                            | 125              | Sí                   | Sí                        |
| find out                     | SOUL             | nouvo nude                        | 100              | Sí                   | Sí                        |
| Believe again HYPER MEGA MIX | J-DANCE POP      | dj nagureo featuring miryam       | 130              | Sí                   | Sí                        |
| s.d.z.                       | HIPHOP           | DJ mazinger featuring Muhammad    | 100              | Sí                   | Sí                        |
| wild I/O                     | HOUSE            | nouvo nude                        | 130              | Sí                   | Sí                        |
| Queen's Jamaica              | REGGAE           | Crunky Boy featuring Muhammad     | 94               | Sí                   | Sí                        |
| tribe groove                 | WORLD GROOVE     | nite system                       | 126              | Sí                   | Sí                        |
| LUV TO ME THIRD-MIX          | EURO BEAT        | miryam reo yoshinori              | 154              | Sí                   | Sí                        |
| Attack the music             | HARD TECHNO      | DJ FX                             | 140              | Sí                   | Sí                        |
| super highway                | DRUM'N BASS      | nouvo nude                        | 160              | Sí                   | Sí                        |
| Secret songs                 |                  |                                   |                  |                      |                           |
| Believe again                | 80'S J-POP       | Emotion of Sound featuring miryam | 130              | Sí                   | Sí                        |
| nine seconds                 | DIGITAL FUNK     | nouvo nude                        | 97               | Sí                   | Sí                        |
| area code                    | DIGI ROCK        | nouvo nude                        | 112              | Sí                   | Sí                        |

## Canciones previas
| Nombre                          | Género                          | Artista                         | BPM                             | Disponible en Arcade            | Disponible en PlayStation       |
| from beatmania APPEND YebisuMIX | from beatmania APPEND YebisuMIX | from beatmania APPEND YebisuMIX | from beatmania APPEND YebisuMIX | from beatmania APPEND YebisuMIX | from beatmania APPEND YebisuMIX |
| ------------------------------- | ------------------------------- | ------------------------------- | ------------------------------- | ------------------------------- | ------------------------------- |
| La Bossanova de Fabienne        | BOSSA GROOVE                    | staccato two-F                  | 143                             | Sí                              | Sí                              |
| Stop Violence!                  | FUNKY JAZZ GROOVE               | Herbie Hammock & His Band       | 113                             | Sí                              | Sí                              |
| METALGEAR SOLID ～Main Theme    | BIGBEAT MIX                     | ESPACIO BROTHERS                | 140                             | Sí                              | Sí                              |

| Nombre                                | Género             | Artista          | BPM              | Disponible en Arcade | Disponible en PlayStation |
| beatmania 2ndMIX                      | beatmania 2ndMIX   | beatmania 2ndMIX | beatmania 2ndMIX | beatmania 2ndMIX     | beatmania 2ndMIX          |
| ------------------------------------- | ------------------ | ---------------- | ---------------- | -------------------- | ------------------------- |
| Beginning of life                     | AMBIENT            | QUADRA           | 110              | Sí                   | No                        |
| Deep Clear Eyes                       | DRUM'N BASS MIX    | QUADRA           | 155              | Sí                   | Sí                        |
| Do you love me?                       | BALLAD (JAZZ-SOUL) | reo-nagumo       | 100              | Sí                   | Sí                        |
| jam jam reggae (FUNKY jam Cookie mix) | REGGAE FUNKY MIX   | Crunky Boy       | 90               | Sí                   | No                        |
| PRACTICE STAGE                        | -                  | ♪♪♪♪♪            | 100              | Sí                   | No                        |
| SKA a go go                           | SKA                | THE BALD HEADS   | 144-160          | Sí                   | No                        |
| beatmania                             |                    |                  |                  |                      |                           |
| 20,november (single mix)              | HOUSE              | DJ nagureo       | 130              | Sí                   | Sí                        |
| 20,november (radio edit)              | HOUSE              | DJ nagureo       | 130              | Sí                   | Sí                        |
| DJ BATTLE                             | DJ BATTLE          | ♪♪♪♪♪            | 93               | Sí                   | No                        |
| LOVE SO GROOVY                        | SOUL               | LOVEMINTS        | 141              | Sí                   | Sí                        |
| LOVE SO GROOVY (12inch version)       | SOUL               | LOVEMINTS        | 141              | Sí                   | Sí                        |